# Определение границ Албании

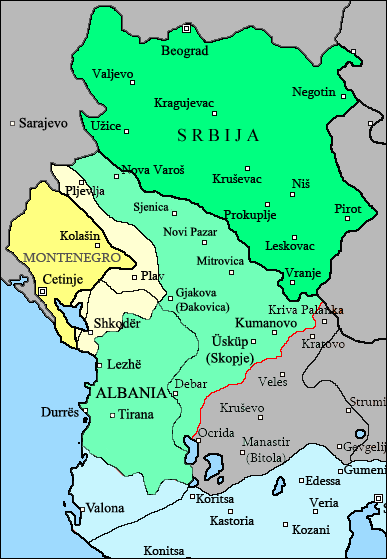
Раздел Османской Албании во время Первой Балканской войны

Карта возможного албанского государства, предложенного властями княжества Албании, и карта территорий, которые предлагались Балканской Лигой при поддержке Франции и России

Определение границ Албании, в албанской историографии Раздел Албании (алб. Copëtimi i Shqipërisë) — обозначение определения границ территории будущего албанского государства после того, как собравшиеся во Влёре албанские делегаты провозгласили независимость страны 28 ноября 1912 года. Во многом границы Албании на юге и севере были определены двумя сражениями Первой Балканской войны: битвой при Бизани и осадой Шкодера, в которых с одной стороны сражались греческие и черногорские войска, с другой — османцы (значительную часть войск Османской империи в тех боях составляли албанцы). Также на определение границ повлияли несколько международных встреч с участием Великих держав.
Лондонская мирная конференция 29 июля 1913 года обозначила границы Албании, которые были согласованы шестью державами — Великобританией, Францией, Австро-Венгрией, Россией, Германией и Италией. Однако представители албанского национального движения расценили решения конференции как разделение страны, поскольку часть албанцев оказались вне Албании, на территории, которую они планировали включить в состав вилайета Албания. Албанию планировали разделить во время Первой мировой войны или после её завершения, однако эти планы не были реализованы и Албания сохранила свой суверенитет. Попытки разделить её продолжились во время Второй мировой войны и в послевоенные годы.

## Развитие событий

### Предыстория
Последняя русско-турецкая война закончилась потерей турками больших территорий на Балканах: под контролем остались только западные Балканы и Македония. Албания была покорена османами в 1479 году, когда пал Шкодер. На тех землях, которые собирались объединить албанцы, проживали много болгар, греков, сербов, турок и арумын. Официально Сами Фрашери заявлял о том, что большинство албанцев проживали в османских вилайетах Косово, Скутари, Манастир и Янина.
3 марта 1878 года по мирному договору в Сан-Стефано часть земель, где проживали албанцы, была разделена между Сербией, Черногорией и Болгарией. Однако против договора выступили Австро-Венгрия и Великобритания, опасаясь усиления России. Берлинский конгресс завершился пересмотром условий: города Бар и Подгорица, а также территории вокруг горных деревень Гусинье и Плав перешли к Черногории. Албанцы возмутились этому решению, заявив, что это была исконно албанская территория. В феврале 1879 года Великие державы настояли на передаче Османской империей городов Плав, Подгорица, Гусинье и Улцинь Черногории, а также потребовали от турок вывести свои войска.

### Берлинский конгресс
Албанцы расценивали решения Берлинского конгресса как раздел албанских территорий, входивших в вилайят Албания. Конгресс отдал черногорцам города Бар и Подгорица, а также территории вокруг горных деревень Гусинье и Плав. Вскоре албанцы создали Призренскую лигу, чтобы как-то компенсировать потерю территорий, где жили их земляки, и организовали вооружённое сопротивление в Гусинье и Плаве. По словам старейшин, турецко-черногорская граница в это время «утонула в крови». Конгресс передал Улцинь Черногории, и вскоре Призренская лига ушла из Улциня, поскольку ещё и была разбита турецкой армией Дервиш-паши.

### Балканские войны

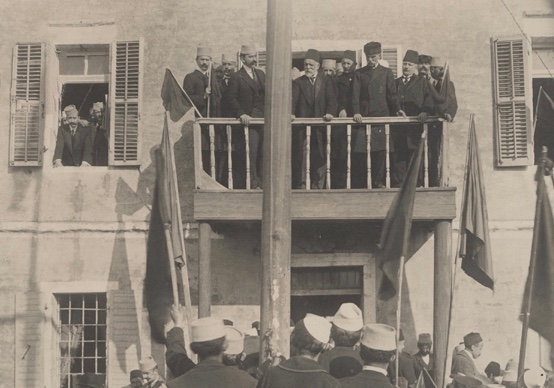
Декларация независимости Албании, Влёра, 1912 год

8 октября 1912 года в вилайет Шкодер вступили черногорские войска. Затем примеру черногорцев последовали Сербия, Болгария и Греция, начавшие Первую Балканскую войну против Османской империи. Войска Сербии, Греции и Черногории быстро заняли территории, населявшиеся частично албанцами, подавив сопротивление осман и албанцев: утверждается что в 1913 году ими было убито до 25 тысяч албанцев. Албанские делегаты поняли, что их родину собираются разделить, и собрались во Влёре, где 28 ноября 1912 года объявили о независимости Албании.
3 декабря 1912 года в Лондоне собрались послы шести великих держав — Великобритании, Франции, Германии, Австро-Венгрии, России и Италии. Они решили обсудить судьбу албанских земель. 29 июля 1913 года послы приняли окончательное решение: признать независимость Княжества Албания, но сократить территорию более чем в два раза от той, на которую албанцы претендовали. Около 30-40 % албанцев должны были остаться жить на землях Сербии, Черногории и Греции. Даже несмотря на такие потери, Албания получала независимость и не обязывалась платить никакую дань Османской империи.

### Делимитация границы
В Албанию отправились комиссии, которые занимались определением границ нового государства на основе данных о населении и решениях Лондонского конгресса. Однако комиссия оказалась не в состоянии определить границу юга Албании, поскольку существовали противоречия географического, экономического и стратегического характера. Значительную часть спорной территории оставили Албании, что вызвало возмущение местных греков и привело к восстанию. Конфликт удалось сгладить только после подписания Корфского протокола.

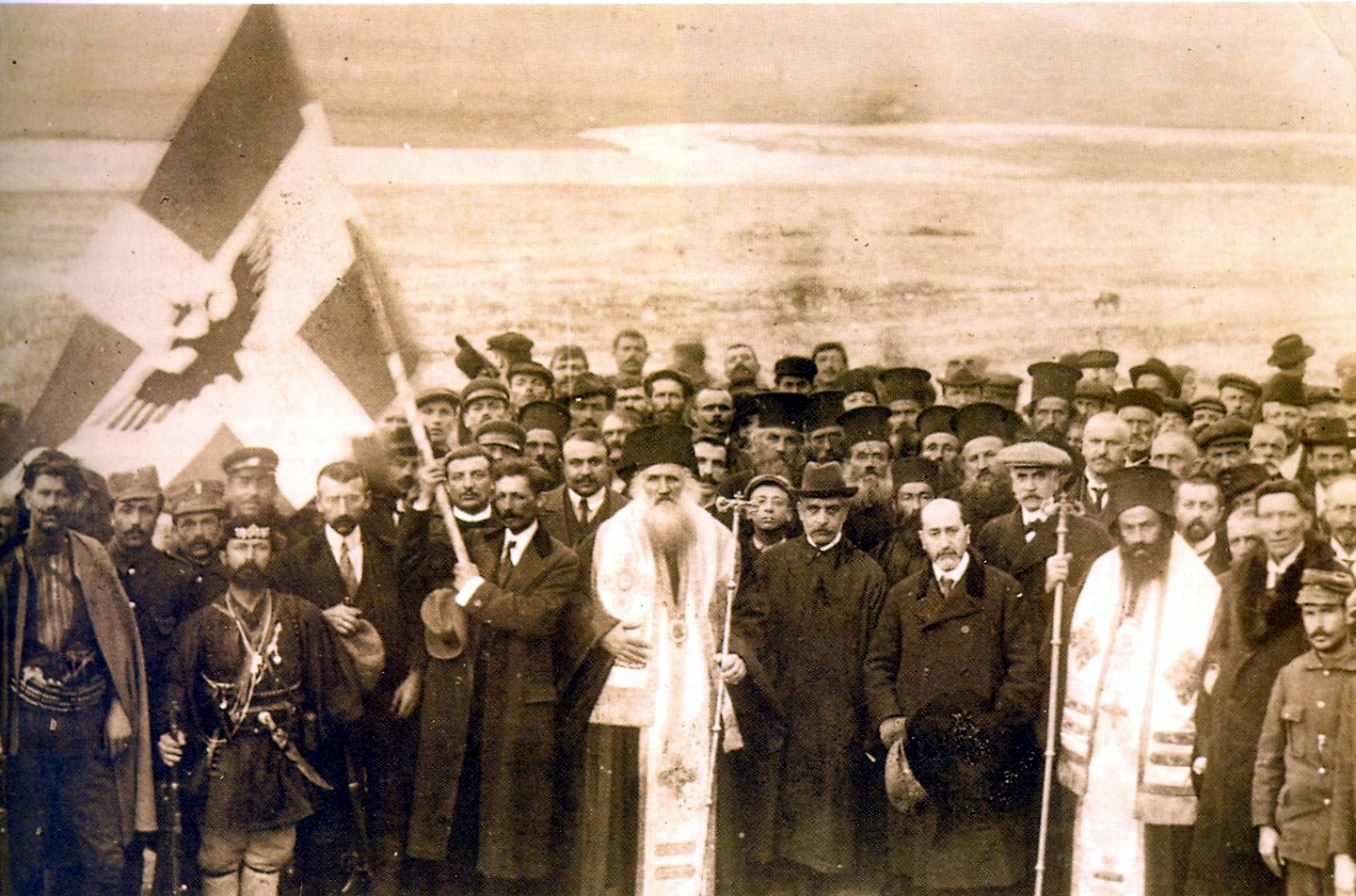
Декларация независимости Северного Эпира

## Последствия
Попытки разделить Албанию продолжались и в дальнейшем: в 1915 году секретное соглашение, подписанное в Лондоне, предписывало раздел странами Антанты территории Албании. На основании этого соглашения уже 20 июля 1919 года Италия и Греция заключили новое соглашение о будущем разделе Албании: Греция получала Северный Эпир (юг Албании) в обмен на признание центра Албании итальянским. За полгода до Второй мировой войны Албания была оккупирована Италией, и до начала Апрельской войны Югославия и Италия вели переговоры о разделении страны. В 1944 году после поражения националистов из «Балли Комбетар» и бегства немецких войск из Албании уже Сенат США предложил отдать Северный Эпир Греции. Албания сохранила и по сей день свой суверенитет, но не смогла присоединить земли, которые населены этническими албанцами: например, Косово, в котором всё же сократилась до начала Второй мировой войны численность этнического албанского населения как минимум на 100 тысяч человек в связи с эмиграцией.